# FASTA

FASTA é um pacote de software para alinhamento de seqüências de ADN e proteínas descrito primeiramente (como FASTP) por David J. Lipman e William R. Pearson em 1985. O formato de arquivo definido pelo FASTA é um dos principais formatos utilizados para armazenamento de sequências biológicas.

## História
O programa FASTP original foi projetado para busca de similaridade de seqüência de proteínas. FASTA adicionou esta capacidade para o ADN: Pesquisas de ADN proporcionaram um brograma de embaralhamento mais sofisticado para avaliar a significância estatística.  Existem vários programas neste pacote que permitem o alinhamento das seqüências de proteínas e seqüências de ADN.

## Uso
O pacote FASTA atual contém programas para busca dos tipos proteína/proteína, ADN/ADN, proteína/ADN traduzido (com mudanças no quadro de leitura), e busca ordenada ou desordenadas de peptídeos.
Versões mais recentes do pacote FASTA incluem algoritmos de pesquisa especiais traduzidos para tratar os erros de mudança do quadro de leitura (que as buscas de tradução-de-seis-quadros não lidam muito bem) quando se comparam os dados da seqüência de proteína com os nucleotídeos.
Além dos métodos de busca heurística rápida, o pacote FASTA oferece a SSEARCH, uma implementação do algoritmo de Smith-Waterman.
O foco principal do pacote é o cálculo das estatísticas de similaridade acuradas, de modo que os biólogos possam julgar se um alinhamento é provável que tenha ocorrido por acaso, ou se pode ser usado para inferir uma homologia. O pacote FASTA está disponível a partir de fasta.bioch.virginia.edu.
A interface web para enviar sequências para a execução de uma pesquisa na bases de dados on-line do European Bioinformatics Institute (EBI) também está disponível usando os programas FASTA.
O formato de arquivo FASTA usado como entrada para este software é agora amplamente utilizado por outras ferramentas  de busca em bancos de dados de seqüências (como o BLAST) e programas de alinhamento de sequências (Clustal, T-Coffee, etc.)

## Método de pesquisa
FASTA pega uma dada seqüência de nucleotídeos ou de aminoácidos e busca uma base de dados de sequencias correspondentes usando um alinhamento de seqüências local para encontrar casamentos de seqüências similares na base de dados.
O programa FASTA segue um método amplamente heurístico que contribui para a alta velocidade de sua execução. Inicialmente observa o padrão de acertos de palavra, acertos de palavra-a- palavra de um determinado comprimento e marca potenciais acertos antes de realizar uma pesquisa otimizada mais demorada usando um algoritmo do tipo Smith-Waterman.
O tamanho necessário para uma palavra, dado pelo parâmetro ktup, controla a sensibilidade e velocidade do programa. Aumentar o valor do ktup diminui o número de acertos que são encontrados no segundo plano. A partir dos acertos de palavra que são retornados o programa procura os segmentos que contêm um conjunto de acertos nas proximidades. Em seguida, investiga esses segmentos para um acerto possível.
Existem algumas diferenças entre o fastn e o fastp relacionadas com o tipo de seqüências usadas, mas ambas usam quatro etapas e calculam três pontuações para descrever e formatar os resultados da similaridade das seqüências.